# 貴陽話
貴陽話（本地發音：cuɘi˨˦ iᴀɲ˨˩ çuᴀ˨˦），亦稱貴陽漢話、黔中土話，本地少數民族稱作客家話，指貴州省貴陽市老城區內佔據主流的方言，使用人口約五百萬，是西南官話中具有代表性的方言。
明代貴州建省為貴州帶來了中央政府的直接統治，隨之而來的衛所軍屯制度則為貴州帶來了大量來自江淮地區的軍事移民，明清兩代貴州人口得到了充實，作為省會的貴陽受四方人口流動影響，貴陽話逐步形成。抗日戰爭及隨之而來的大後方安置建設使貴陽市人口猛增，顯示出繁榮的跡象。雖然勝利後內遷人員大部分返回原籍，但他們的方言也給貴陽方言帶來了一定的影響。建國後貴陽進入經濟社會發展的新階段，貴陽方言也朝著新的方向不斷發展。
目前關於貴陽方言語音系統已有不少文件記載，但很難找到一篇嚴式記音的相關資料。本文採用嚴式記音描述老派貴陽話（1920-1980年間貴陽老城區“九門四閣”範圍內主流通行語）的相關情況。

## 簡史
貴陽最早叫古倮，屬於牂牁古國範圍。明朝以前貴州祇有少量漢族居住（仡佬族可能是最早牂牁古國、夜郎古國的原住民，而穿青人可能是早期貴州漢族移民），語言雜亂，以苗語等地方少數民族語言為主，未開化的人民居多。後來明朝為了討伐雲南蒙古殘餘勢力，並加強對苗疆的控制，於永樂十一年（公元1413年）設置貴州承宣布政使司，正式建制為省，以貴州為省名。廢思州宣慰司與思南宣慰司，保留水東土司與水西土司，同屬貴州布政使司管轄。明末，贵州布政使司領貴州宣慰司及貴陽、安順、平越三軍民府并都勻、黎平、思州、思南、銅仁、鎮遠、石阡七府，並遷入大量江淮軍事移民，使得中央統治逐步加強，也為貴州帶來了江淮官話“南音”的強烈影響。此後貴州又經歷明清代際，人口遷徙。民國抗日戰爭期間，貴陽迎來了大批湘贛及下江移民，1946年貴陽市區人口從1930年的8萬激增到27萬。建國後，部分外地人選擇返鄉，賸餘人口則留下來與本地融合，最終形成了當代貴陽方言。

## 聲母
貴陽話共有23個聲母（含零聲母）。
|        |        | 雙唇            | 唇齒           | 齒齦             | 齦齶             | 硬齶            | 咽             | 聲門           |
| ------ | ------ | --------------- | -------------- | ---------------- | ---------------- | --------------- | -------------- | -------------- |
| 塞音   | 不送氣 | p 巴布白保幫比  |                | t 打洞單多得搭   |                  | c 高哥乾夠跪蓋  |                |                |
| 塞音   | 送氣   | pʰ 怕盤朋卜甫排 |                | tʰ 貪拖通抬桃踏  |                  | cʰ 看課考康開寬 |                |                |
| 塞擦音 | 不送氣 |                 |                | ts 早展莊主紙增  | tɕ 鷄急精金絕決  |                 |                |                |
| 塞擦音 | 送氣   |                 |                | tsʰ 草吵慈池驟澤 | tɕʰ 期七青輕切缺 |                 |                |                |
| 鼻音   | 鼻音   | mᵇ 馬買慢麻門麥 |                | nᵈ 你里年連疑臨  |                  | ɲᶡ 我安矮按岩哀 |                |                |
| 邊音   | 邊音   |                 |                | l 男蘭怒路糯落   |                  |                 |                |                |
| 擦音   | 清     |                 | f 發凡肥房風胡 | s 思師施山常純   | ɕ 希西新星学雪   | ç 河寒紅鞋喊海  |                |                |
| 擦音   | 濁     |                 | v 污吳五霧屋物 | z 日然弱熱人肉   |                  |                 | ʕ 窩餓鄂屙翁齆 | ɦ 衣葉月浣溫啊 |
| 零聲母 | 零聲母 | Ø 兒二耳而爾驲  | Ø 兒二耳而爾驲 | Ø 兒二耳而爾驲   | Ø 兒二耳而爾驲   | Ø 兒二耳而爾驲  | Ø 兒二耳而爾驲 | Ø 兒二耳而爾驲 |

## 韻母
貴陽話共有36個韻母。
|          | 開尾            | 開尾           | 開尾 | 開尾            | 開尾            | 開尾            | 開尾            | 元音尾           | 元音尾           | 元音尾           | 元音尾           | 元音尾          | 鼻音尾          | 鼻音尾           | 鼻音尾           | 鼻音尾           | 鼻音尾 |
| -------- | --------------- | -------------- | ---- | --------------- | --------------- | --------------- | --------------- | ---------------- | ---------------- | ---------------- | ---------------- | --------------- | --------------- | ---------------- | ---------------- | ---------------- | ------ |
| 開口呼   | ɿᵊ 資知支思師施 |                |      | ᴀ 巴爬媽發達拿  | ɔ 波摸多落割郝  | ɛ 北默得且蛇熱  | ɛ˞ 兒二耳而爾驲 | ɐɛ 擺買帶來皆誡  | ɘi 杯美肥臂批非  | ᴀɔ 包泡貓高刀超  | ɘu 豆縷手褒牡贸  |                 | ɐ̃ 班單男戰乾安  | ɘɲ 奔燈尊人跟坑  | ᴀɲ 幫當郎張鋼康  | ɔɲ 朋風東中戎工  |        |
| 齊齒呼   | i 鷄西衣備魚液  |                |      | iᴀ 家夾蝦瞎掐押 | iɔ 腳卻學藥略掠 | iɛ 別滅碟姐寫野 |                 | iɐɛ 懈邂         |                  | iᴀɔ 標飄苗刁笑要 | iɘu 丢流纠秋溝優 | iu 足族屈曲育速 | iɛ̃ 邊天連尖前先 | in 兵丁臨岑瓊永  | iᴀɲ 梁涼江槍香秧 | iɔɲ 龔窮兇勇榮融 |        |
| 合口呼   | ʮ 尿嘘啐        | u 租粗肉謀綠毒 | ʉ 吇 | uᴀ 挖抓刷瓜括花 |                 | uɛ 國擴闊惑獲拙 |                 | uɐɛ 甩怪快帥外歪 | uɘi 堆呂雷吹瑞貴 |                  |                  |                 | uɐ̃ 端專關寬弯鏟 | uɘɲ 准春順餛繩溫 | uᴀɲ 莊瘡霜光黃王 |                  |        |
| 自成音節 |                 |                |      |                 |                 |                 |                 |                  |                  |                  |                  |                 |                 |                  |                  |                  | ɲ̍ 嗯   |

注：
1. [iu]韻母當中[i]略圓唇，但中間沒有其他元音。
2. [u]常常帶有摩擦成分，實際發音易出現[ʋ]變體。接在[c]、[cʰ]、[t]、[tʰ]、[l]後尤為明顯，重音時甚至可以直接讀成[cvu]、[cʰfu]、[tvu]、[tʰfu]、[lvu]。
3. 成音节齦近音/ɿ/在貴陽話當中嚴式記音對應的音值為[ɹ̍ᵊ]。此韻較鬆弛，在詞尾、句末或放鬆狀態下讀單字有可能變韻為[ɹ̍ə]、[ə]甚至[ɹ̍ɐ]、[ɐ]。故為了體現其特點，此處記為[ɿᵊ]。
4. 部分貴陽人（以雲岩區為主）的[ɛ˞]韻在口語中可與[ɛ]韻混同，則這部分人語音系統中少一個韻母。

## 聲调
貴陽话有4個声调。

## 語音特點
貴陽話具有大多數西南官話尤其是川黔片的一般特性，如平翹合流、尖團合流、疑影合流等，韻母的音位及四聲調值框架也與主流川黔方言無明顯差異。但貴陽方言也有自己獨立的特點，主要表現為：

### 聲
1. 鼻音聲母和邊音聲母的音值与分佈不同於中古漢語當中泥母和來母。鼻音聲母保持舌尖音並發生塞化；邊音聲母从早期泥來母混淆後重新演化分出，仍略殘留鼻化成分。實際使用時，逢洪音用[l]，逢細音用[nᵈ]。如：南[lɐ̃]、連[nᵈiɛ̃]。
2. 無舌根音。成都話讀[k]、[kʰ]、[x]、[ŋ]聲母的字，貴陽話均讀舌面中音。流攝一等韻諸如“狗”“口”“歐”“猴”等讀舌根音的字已系統增生介音。部分郊區方言甚至有些其他韻母也系統增生介音且有齶化趨勢，如烏當區、花溪區“看[cʰɨɐ̃]”“黑[çɨɐ]”等。
3. [ɔ] 、[ɔɲ]兩韻不存在零聲母字。少部分字諸如“我”“惡”等字穩定讀[ɲᶡɔ]，大部分諸如“握”“窩”“餓”“翁”“瓮”等字似於讀零聲母的字前均為聲母濁喉壁擦音/ʕ/。此聲母的產生主要有兩方面原因：一是古疑影二母混淆後恰巧於此韻前弱讀，二是早期戈韻發音/uo/脫介併入歌韻演化而增生，後固定於[ɔ]元音之前。
4. [ᴀ]韵及齊齒呼韻母前无其他聲母時均有明顯濁聲門擦音[ɦ]，如：啊[ɦᴀ]、葉[ɦiɛ]。
5. 見系二等蟹攝開口系統性讀為一等韻。如：街解介屆界皆[ɟ̊ɐɛ]、揩楷[cʰɐɛ]、鞋諧[çɐɛ]。極個別字早期混讀尖音，至今保留細音或尖音讀法，如懈[ɕiɐɛ]怠、邂[ɕiɐɛ]逅、渾身解[ɕiɐɛ]數、蟹[sɐɛ]腳蘭（仙人掌科植物）、姓解[sɐɛ]、獬[sɐɛ]豸等。另外，部分三等韻也有不齶化的讀音殘留。如：去白讀[cʰɛ]、鋸白讀[cɛ]、嘻文讀[çi]白讀[çɛ]、叽文讀[ɟ̊i]白讀[cʰi]等。

### 韻
1. 无系統撮口呼（有且僅有一個語氣詞“吇”用于逗鳥时使用撮口呼），他地方言中的撮口呼在貴陽話中呈條件分流，字例如下：
(1) 絕大部分普通話當中讀撮口呼的舒聲字，貴陽讀齊齒呼。如魚[ɦi]、女[nᵈi]、月[ɦiɛ]、遠[ɦiɛ̃]、軍[tɕiɲ]等；
(2) 絕大部分普通話讀[y]的入聲字貴陽話派入陽平讀作[iu]，如菊育曲局獄域旭蓄慾浴戌橘屈等。也有個別章組字在貴陽話中保留此韻，例如粥，貴陽話讀[tɕiu˨˩]。律、率、煜等字入派陽平讀作齊齒呼；鈺、鋊等字入派去讀作齊齒呼；玉字文讀去聲、白讀陽平；梗三合昔韻疫、役和臻三合物韻鬱有/ɦi/的白讀，但文讀也為[ɦi̹u]；部分通屋一等开口諸如族、速等字混入三等韻，今讀族[tɕʰiu]、速[ɕiu]。另外渠等個別舒聲字讀音已混入入聲讀法，出現白讀[tɕʰiu]甚至[tsʰu]，但文讀仍為[tɕʰi]。
(3) 部分遇攝、通攝字讀為合口，如驢綠[lu]、铝[luɘi]。
2. 鼻音韻尾舌位為舌面中音，其中[ɘɲ]韵与主流成渝方言當中的[ən]韻聽感差距尤為明顯。貴陽方言當中雖然安≠骯，但區分二者讀音並不是依靠鼻音舌位，而是依靠主元音，且“安”類字略脫鼻。上述字例具體讀作安[ɲᶡɐ̃]、骯[ɲᶡᴀɲ]。另外，姦、邊等韻母為[iɛ̃]的字也已發生脫鼻。
3. 無系統儿化韻。貴陽方言詞彙中雖有很多兒綴，但兒綴并不会与前字韵母合并，而是与前字较生硬地读成两个音节，且通常读作阴平。如：娃兒[uᴀ˨˩ ɛ˞˦˥]或娃兒[uᴀ˨˩ ɛ˦˥]。特例：點字通常會發生兒化，讀作[tiɛ]或[tɛ]。
4. 鹹山攝為鼻化韻，其餘陽聲韻的鼻音均為舌面中音，其中[iɲ]、[ɘɲ]聽感尤為明顯。
5. 复韻動程不明顯，容易單化。

### 調
貴陽話調類為典型西南官話入聲派陽平的四聲結構：陰平、陽平、上聲、去聲，調值屬於川黔片主流方言類型。但相比成渝方言而言，貴陽方言變調簡單，且沒有輕聲調，聲調佈局非常規則。具體情況如下：
部分本地傳統詞彙（疊詞為主）容易發生以下變調：
1. 兩個陽平連讀，後字變陰平。如：核桃、年成、索索。
2. 两個去聲連讀，前字變陽平。如：弟弟、棒棒糖。
3. 北京話當中的輕聲字，貴陽話通常讀作陰平。如：裡頭。
書面語引入的新詞彙則通常不發生變調，如：人民。

## 词法句法
贵阳方言尤为突出的一个特点就是语气词特别多，在汉语各方言中比较罕见。像唻、好、些、家、是[sɿᵊ˦˥][sɛ˦˥]等语气词，不仅功能复杂，而且表达含义丰富。语气词除单用外，贵阳人还常常将其叠用。如：好完家的嘛该好。这句话里，就连用“完”“家”“的”“嘛”“该”“好”六个语气词。
英语有完成体，贵阳话也有相似的完成体。比如贵阳话有“把……了”的句式：“天都把黑了”；“这件事把着他几姨妈整拐了”。“把”字通常带有意料之外和刚刚发生两层意思，比如说到“他把死了”时，一定是此人刚刚去世，且通常是不久前还身体无恙，毫无征兆以至于出乎意料。贵阳人不可能会说“岳飞把死了”。
贵阳话中程度副词除了前缀“非常”“特[tʰiɛ˨˩]别”“很”“许[çɐɛ˦˥]”以及后缀“得很”“得要死”等而外，有一个黔中官话独特的表达方式“（把）……完（家）”。比如：“你的脸都把红通完了。”“这碗素粉香完家的吗。”“天菩萨，你盐巴掌得太多了吗，咸齁完！”有时候“完”还可以替换为“归一”，更加带有一种“彻彻底底”的含义如：“你的脸直接红通归一。”由于“归一”本来就有完结的意思，所以在和“完”字本身同时出现在句子里时，容易混淆语序，譬如想表达把碗里的饭吃得特别干净的时候既可以说“吃归一完”，也可以说“吃完归一”。
“重叠式”在贵阳方言中运用最为发达。贵阳人经常使用此类重叠式的句子：“一个二个抢着抢着地买。”“那泼妇跳起跳起地骂。”贵阳人很擅长运用数词和量词的重叠式来渲染数量充足或超过预想：“年打年的了都，他还不想着赶忙把钱还归一它!”“八打八十个唻，你还怕不够多不是？”重叠式最有特点的是动词性短语的重叠，即使在西南官话中也少见。这样的句式主要用于表达即将进行却又未进行某动作或行为，或处于犹豫的状态的所谓“临界体”。比如：“我正要睡着睡着的，就把着他几个吵醒了”；“我想笑想笑的，赶后么还是忍着了”。

## 方言词汇相关资料
姚华《黔语》是贵阳方言研究史上第一部词汇著作，撰写于作者病残后的1929年，至1930年逝世前搁笔成册。《黔语》成册后多年未发表，后在贵州师范大学许庄叔教授的帮助下，经姚华孙婿邓见宽点校整理，与其另两部著作《书适》《小学答问》结集成书，由贵州人民出版社1988年出版，命名即为《书适》。《黔语》共收录清末民初贵阳地区方言词语704条。反映了20世纪初贵阳方言词汇的概貌，是研究贵阳方言的有效材料。
汪平编撰《贵阳方言词典》于1994年12月通过江苏教育出版社出版，内含丰富的贵阳方言词汇记载。
贵州大学涂光禄教授编撰《贵州汉语方言特色词语汇编》于2011年贵州大学出版社出版。该书记录了搜集汇总了贵州省内各地方言使用的俚语词汇，非全省通用的区域性词汇也注明了具体使用的地理范围。书中还总结了新老派贵阳方言以及屯堡话、酸汤话等省内几种典型方言岛的语音系统，具有重要的参考价值。笔者前文关于贵阳老派方言见系声母实际音值为舌面中音这一结论，除了作为贵阳土生土长本地人所具有的实践经验支撑外，涂光禄教授总结的成果也作为了重要的理论依据。
另有2015年由中国官方组织的语言资源保护工程对贵阳方言部分基本词汇有记载，详见中国语言资源保护工程采录展示平台 （页面存档备份，存于）。

## 新派语音变化
贵阳作为省会城市，建国后大量各地移民的入驻。65年川黔线通车，75年湘黔线通车，随着国家“三线建设”开展，贵阳主流方言发生了巨大变化，形成了新派贵阳话（主要为老城区）。21世纪以后，由于普通话在学校及政府机关单位加大推广力度，少部分年轻本地人已经完全不说贵阳话，甚至听不懂长辈们的老派贵阳方言。大部分贵阳方言使用者也与贵阳话原有风貌相距甚远。贵阳方言急需得到重视与保护。
80年代主流的新派贵阳方言与50年代主流的老派贵阳方言的系统性区别如下：
1. 撮口呼韵母大量出现，甚至完整“分齐撮”，齐撮分布类似重庆。如：女[nᵈy]、全[tɕʰyεn]、鲜[ɕyεn]、营[yn]等。
2. 见系二、三等原本不颚化的字开始颚化，且韵母不同于老派同类韵摄的文读音[iɐɛ]，而同普通话类似，混入[iɛ]。如“皆”“介”等字读为[tɕiᴇ]（原[cɐɛ]）；“懈”“獬”等字统一读[ɕiᴇ]（原[ɕiɐɛ]或[sɐɛ]）；“间”一律读成[tɕiᴇn]（原文读[tɕiε̃]，白读[cɐ̃]）；“敲”文读[tɕʰiɑo]，白读[kʰɑo]（原文读[cʰᴀɔ]，白读[cʰɔ]）；“戛”读为[tɕiɑ]（原[cᴀ]）；“嘻”一律读为[ɕi]（原文读[çi]，白读[çɛ]）等。
3. 疑影声母脱落。老派贵阳话当中，除部分[ɔ]韵字外，古疑影母字原本洪音读[ɲᶡ]声母，细音读[nᵈ]声母，新派逐渐脱落变成零声母。如：安[an]（原[ɲᶡɐ̃]）；业[iᴇ]（原[nᵈiɛ]）等。
4. 臻摄没韵一等合口字从[u]变为[o]，且伴随声母改变，与普通话类似。如没[mᵇo]（原[mᵇu]）；勃[po]（原[pʰu]）等。
5. 臻摄魂韵一等合口字原本脱介，新派系统增生介音。如村[tsʰuən]（原[tsʰɘɲ]）；顿[tuən]（原[tɘɲ]）等。
6. 部分梗、臻三四等合口字诸如永、泳、琼、炯、炅、窘等，原韵母为[iɲ]，新派跟随普通话韵母读[ioŋ]。
7. 融、容等以母通摄三等开口字原读[ɦiɔɲ]（包括荣字不系统混入），新派集体随普通话擦化混入日母，与戎、绒等字同音，但由于当代贵阳方言已无翘舌声母，故读作[zoŋ]。
8. 部分古常母字原保留常母读音或有白读残留，新派一律跟随普通话或读作送气清塞擦音或浊化。如：常[tsʰɑŋ]（原[sᴀɲ]）、瑞[zuᴇi]（原[suɘi]）等。
9. 原通屋三等开口和混入三等的通屋一等字统一按照一等韵读法。如：卒足[tsu]（原[tɕiu]）、速束[su]（原[ɕiu]）等。跟随这一变化，个别其他韵原读[iu]韵母的也改读[u]韵母，如：粥[tsu]（原[tɕiu]）；掘、族等字新增白读[tsʰu]等。
10. 混入[ɔɲ]韵或[u]韵的流摄字文读音被规范为流摄读法或直接丢失其他读法。如亩、贸、谋、眸、牡、否等字一律读[əu]韵（原读音分布不规律，不同的字分别白读[ɔɲ]韵或[u]韵）。
11. 新派贵阳话止摄唇音及蟹摄四等齐韵开口字的文读裂化分布与普通话一致，老文读被替换，白读消失。如：被备[pᴇi]（原[pi]）、批[pʰi]（原[pʰɘi]）、臂[pi]（原[pɘi]）、弥糜靡[mᵇi]（原白读[mᵇɘi]）等。
12. 部分知章组假摄麻韵三等字原有韵母增生齐齿呼介音，声母腭化为舌面前音的白读，新派彻底消失。如：蔗一律读[tsᴇ]（原白读[tɕiɛ]）；车一律读[tsʰᴇ]（原有白读[tɕʰiɛ]）等。
13. 部分古全浊入声字和去声字原读送气清音，新派跟随普通话读作不送气清音。如：泽[tsᴇ]（原[tsʰɛ]）、骤[tsəu]（原文读[tsʰɘu]白读[tsʰu]）等。
14. 部分人[ɛ]韵和[ɘi]韵开始混淆，通常情况下逢阴平读[ᴇi]韵，逢阳平读[ᴇ]韵，上声、去声不混。如：颓[tʰuᴇ]（原[tʰuɘi]）、贼白读[tsuᴇ]（原白读[tsuɘi]）、尅剋[kʰᴇi]（原[cʰɛ]）等等。
15. 不系统白读音丢失，非常用字文读音被新文读覆盖。如：虽[suᴇi]然[zan]（原为虽[ɕi]然[zɐ̃]）；吃[tsʰɿᵊ]亏（原为吃[tɕʰiᴀ]亏）；老爷[iᴇ]车（原为老爷[iᴀ]车）；就[tɕiəu]是（原为就[tɘu]是）；且、趄[tɕʰiᴇ]（原为且、趄[tsʰɛ]）；去[tɕʰy]年（原为去[tɕʰiɘu]年）；酝[yn˩˧]酿[nᵈiɑŋ˩˧]（原为酝[ɦuɘɲ˦˥]酿[zᴀɲ˦˧]）等等。
16. 舌位及演变方向发生变化。如：
(1) 见系原读舌面中音的声母改读舌根音。如：狗[kəu]（原为/ciɘu/）。这一点如今郊区保留情况较好。
(2) 原舌位为舌面中的鼻音重新分布到舌尖和舌根，且脱鼻趋势消失，鼻音完整（原因可能是普通话前后鼻韵概念的引入）。如：英[in]、跟[kən]、干[kan]、刚[kɑŋ]、现[ɕiᴇn]等。
(3) 各基础元音舌位趋于规矩，伴随辅音配合演变。如齐齿呼韵母前的[ɦ]逐渐演变成[ʑ]；开口呼韵母前的[ɦ]脱落，改读零声母；合口呼韵母前的[ɦ]逐渐演变成[w]；舌尖元音[ʮ]和原撮口呼[ʉ]与增生的撮口呼合并为[y]；儿缀的[ɛ]或[ɛ˞]改读[ɚ]，与成都口音类似；[ᴀ]后撤为[ɑ]且有向[ɒ]高化的趋势；[ɐ]在[ɐ̃]韵中前移为[a]，以配合前鼻韵尾，而[ɐɛ]韵中或前移为[a]，或后撤为[ɑ]；[ɛ]高化为[ᴇ]；[ɘ]音值在[ɘi]韵中变为[ᴇi]而与[ɛ]韵相互靠拢，其他韵母中变为央元音[ə]；[ɔ]高化为[o]。这些变化致使原本可能有单化趋势的[ɘi]、[ɐɛ]、[ᴀɔ]等复韵动程加长，言语中整个口腔状态发生改变，更接近普通话。
(4) 除此之外还有许多细节上的变化随个人差异也有不同。有些人的[mᵇ]、[nᵈ]会清化、加重塞化甚至出现内爆音（可能是受本地苗语影响）；有些人[tɕ]、[tɕʰ]、[ɕ]后的齐齿呼介音脱落，比如家读作[tɕa]等；有些人合口呼介音弱化，比如酸读作[sʷɑn]等。
17. 调值变化。自发或受周边方言的影响，单字声调调值从阴平45、阳平21、上声43、去声24演变为阴平35、阳平31、上声443、去声13。